# Sterculia arabica
Sterculia arabica är en malvaväxtart som först beskrevs av Robert Brown, och fick sitt nu gällande namn av T. Anders.. Sterculia arabica ingår i släktet Sterculia och familjen malvaväxter. Inga underarter finns listade i Catalogue of Life.